# Borseguí
El borseguí designa diferents menes de calcer. Antigament també s'usava l'italianisme estival per a la bota alta de calçar.
En l'antiguitat greco-romanana, designa un calçat que cobria el peu i a cops una part de la cama. Eren especialment portats pels actors de tragèdia, sota el nom de coturn en la terminologia llatina, un borseguí sobreelevat que s'opposava al soccus, forma de plantofa portada pels actors de comèdia.
Actualment és una sabata alta fins al turmell o fins prop del genoll, cordada per davant amb cordons que passen per dins una sèrie d'ullets.
Al País Basc, és una sabata tradicional de tela que munta més dalt que el clavillar. La pataugas francesa s'hi origina, puix que és un borseguí amb la sola de cautxú.
El terme s'emprà en les forces armades franceses per a distingir les pataugas mig-altes, i par extensió, es troba avui sota la denominació de borseguí tota sort de calçat mitjà-alt, més tost que en el domini de les sabates de feina.